# Limnaecia cirrhozona
Limnaecia cirrhozona là một loài bướm đêm thuộc họ Cosmopterigidae. Nó được tìm thấy ở Úc.
Con trưởng thành có cánh trước màu hơi đen và các vạch cam hoặc trắng trong suốt.